# 妲露拉·莱莉
妲露拉·珍·莱莉-米爾本（英語：Talulah Jane Riley-Milburn，1985年9月26日—），英国女演员，最知名的作品是《西部世界》及《盗梦空间》。

## 生平
莱莉出生于英格兰赫特福德郡赫默尔亨普斯特德，父親是英國國家打擊犯罪小組組長、母親是一間安保企業的創始人，她曾就读于切尔滕纳姆女子学院、伯克姆斯特德学校与哈博戴斯阿斯克女子学校，并曾在英国公开大学攻读自然科學学位。
她出演过的演片包括《傲慢与偏见》、《新乌龙女校》、《新乌龙女校2》、《西部世界》等。此外，她还主演过《费城故事》、《夏日烟云》等戏剧。

## 个人生活
拉萊莉2008年開始與特斯拉及Spacex創辦人馬斯克約會，交往2年後在蘇格蘭結婚。2012年1月，他們結束了四年的關係及離婚，可是在分開1年後，兩人卻又再次復合。2016年兩人再度離婚。
2024年6月22日，莱莉与英国男演员托马斯·桑斯特结婚。